# 듀보즈 헤이워드
듀보즈 헤이워드(DuBose Heyward, 1885년 8월 31일 ~ 1940년 6월 16일)는 미국의 소설가 겸 극작가이며 예비역 미국 육군 하사이다.

## 이력
1904년 미국 육군 하사 임관하여 7년 후 1911년 미국 육군 하사 예편한 그는 1913년 극작가 첫 등단하였고 1917년 소설가 등단하였다.

## 유명세
그는 보통적으로 대한민국 국내에서는 뮤지컬 《포기와 베스》의 원작 소설 《포기》를 처음 쓴 작가로도 널리 잘 알려져 있다.